# Kopenhagener Stadtbefestigung

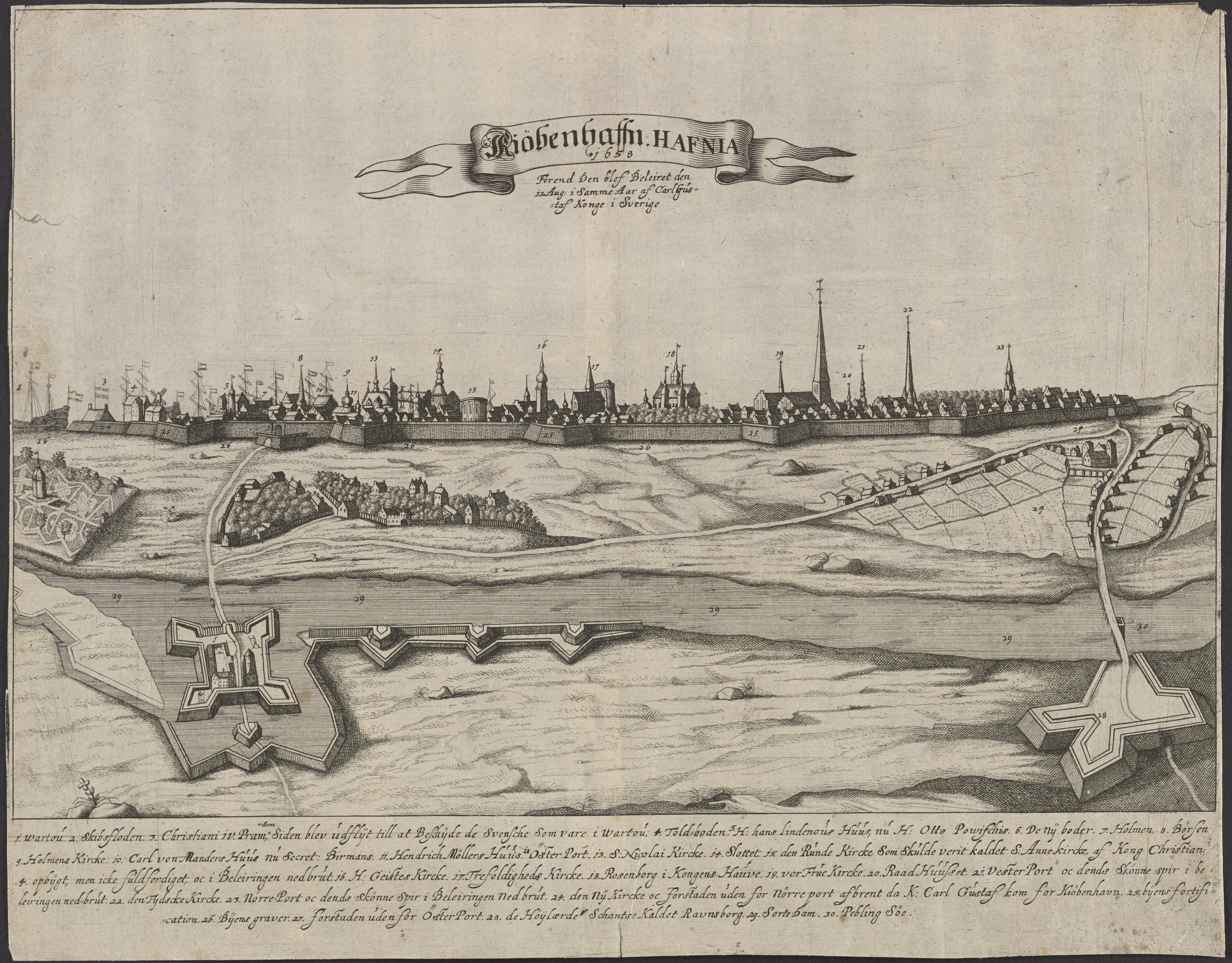
Ansicht der Stadt Kopenhagen und der Kopenhagener Stadtbefestigung im Jahr 1658.

Die Kopenhagener Stadtbefestigung war die städtische Befestigungsanlage der dänischen Hauptstadt Kopenhagen. Sie umgab in verschiedenen Ausmaßen und Formen die Stadt vom Mittelalter bis zu ihrer Abschaffung im 19. Jahrhundert. Sie bestand anfänglich aus einer Stadtmauer und später aus einem Bastionärsystem mit Stadttoren und Pforten sowie aus einer Zitadelle, die in dieses Verteidigungssystem integriert war. Die Anlage ist heute noch weitgehend erhalten, in Form einer Reihe von in Parks und Grünanlagen umgestalteten Befestigungsanlagen, die als die Kopenhagener Wallanlagen (dänisch Fæstningsringen) die Kopenhagener Innenstadt in einem großen Bogen umgeben.

## Geschichte

### Die mittelalterliche Stadtmauer

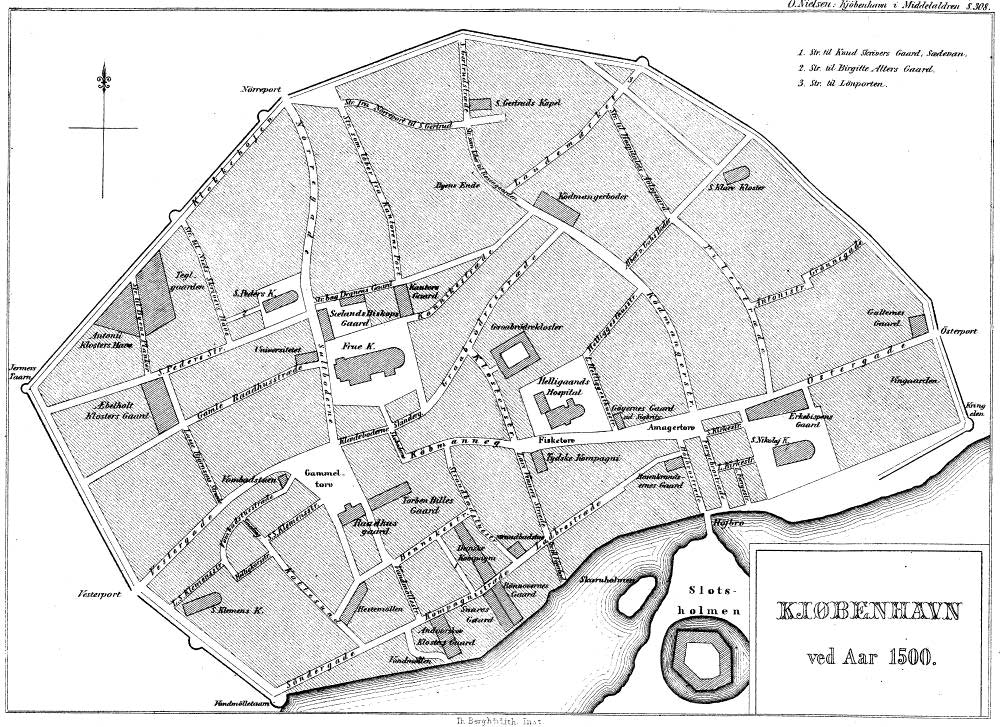
Die Kopenhagener Stadtmauer um 1500.

Eine erste kleinräumige Befestigung aus Wall und Graben wurde vermutlich in der Mitte des 12. Jahrhunderts errichtet. Wenig später wurde auch die Burg auf der Insel Slotsholmen (heute unter Schloss Christiansborg) errichtet. Mit dem Wachstum der Stadt wurde wohl in der ersten Hälfte des 13. Jahrhunderts eine neue und größere Stadtbefestigung aus Wall und Graben errichtet, die in den folgenden Jahrhunderten durch eine Mauer und Türme verstärkt wurde. Wohl bereits zu Anfang des 16. Jahrhunderts hatte man halbrunde Barbakane vor den Toren angelegt.

### Die Bastionärsbefestigung

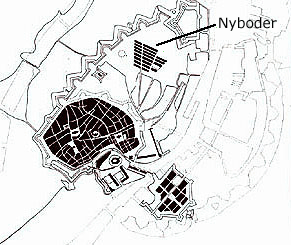
Karte der Stadterweiterung in Kopenhagen mit den neuen Wallanlagen im Norden und rund um Christianshavn. Gezeigt sind auch die alten Wallanlagen entlang der Gothersgade, sowie die späteren Befestigungsanlagen rund um Christianshavn.

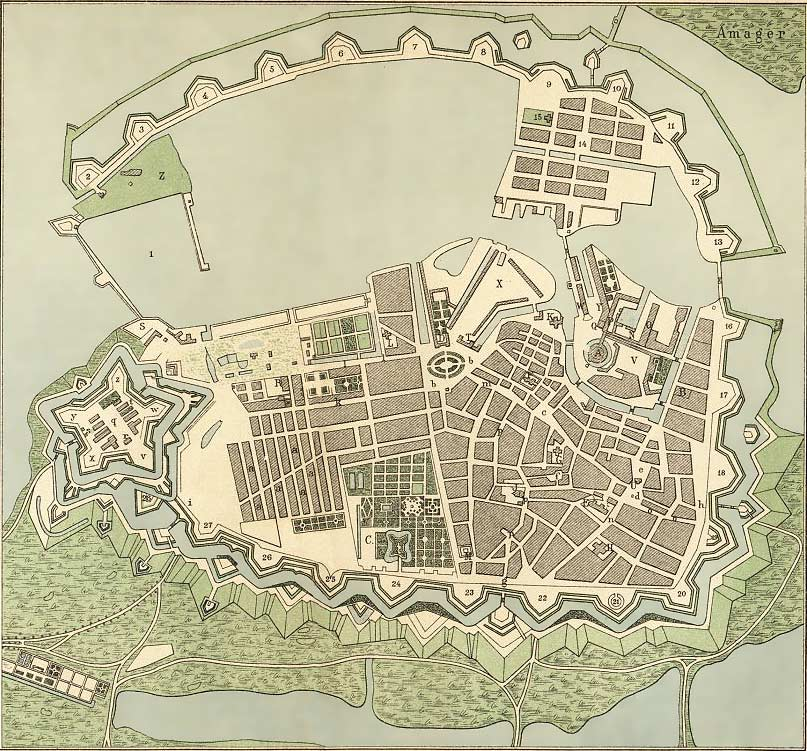
Die vollständig ausgebaute Kopenhagener Stadtbefestigung im Jahr 1728.

1606–1624 wurde Kopenhagen unter Christian IV. durch eine neue Bastionärsbefestigung umgeben. Anfänglich folgte sie weitgehend dem Verlauf der mittelalterlichen Stadtmauer.
1618–1623 wurde auch der neue Stadtteil Christianshavn befestigt.
Etwas nördlich lag die ab 1627 erbaute Verteidigungsschanze Sankt Annae Skanse, aus der sich die Zitadelle Kastellet entwickelte. 1647–1658 wurde die Nordecke der Umwallung mit der Sankt Annae Skanse durch eine neue und wesentlich stärkere Umwallung verbunden, wodurch zwischen der Verteidigungsschanze und der bisherigen Stadt Raum für neue Stadtviertel gewonnen wurde. 1662–1666 wurde die Sankt Annae Skanse zur großzügigen Zitadelle ausgebaut. 1667–1670 wurden auch die übrigen Wälle verstärkt und mit wesentlich größeren Bastionen versehen. 1682–1692 wurde die Umwallung von Christianshavn nach Norden erweitert, um den Hafen zu schützen. Damit hatte die bastionäre Stadtbefestigung ihren endgültigen Umfang erhalten.

### Abbau der Stadtbefestigung
Die Kopenhagener Stadtbefestigung war im 19. Jahrhundert durch die Entwicklung weit reichender Geschütze bereits überholt. Die Wallanlagen auf Seeland wurde schließlich 1870 aufgelassen und weitgehend abgetragen oder in Parks umgewandelt, während Kastellet und die Wallanlagen von Christianshavn sehr gut erhalten sind.

## Aufbau der Stadtbefestigung

### Wallanlagen
Die Wallanlagen bestanden im Allgemeinen aus großen Erdwällen mit einem davorliegenden Stadtgraben. 

### Stadttore
Die Stadttore, die den Zugang zur Stadt Kopenhagen durch die Stadtmauern ermöglichten, waren Steingebäude mit einem einzigen Torbogen in der Mitte für den Verkehr, der durch Tore und Fallgitter geschützt war. Es gab vier Tore: Østerport, Nørreport, Vesterport und Amagerport.

## Überreste der Stadtbefestigung

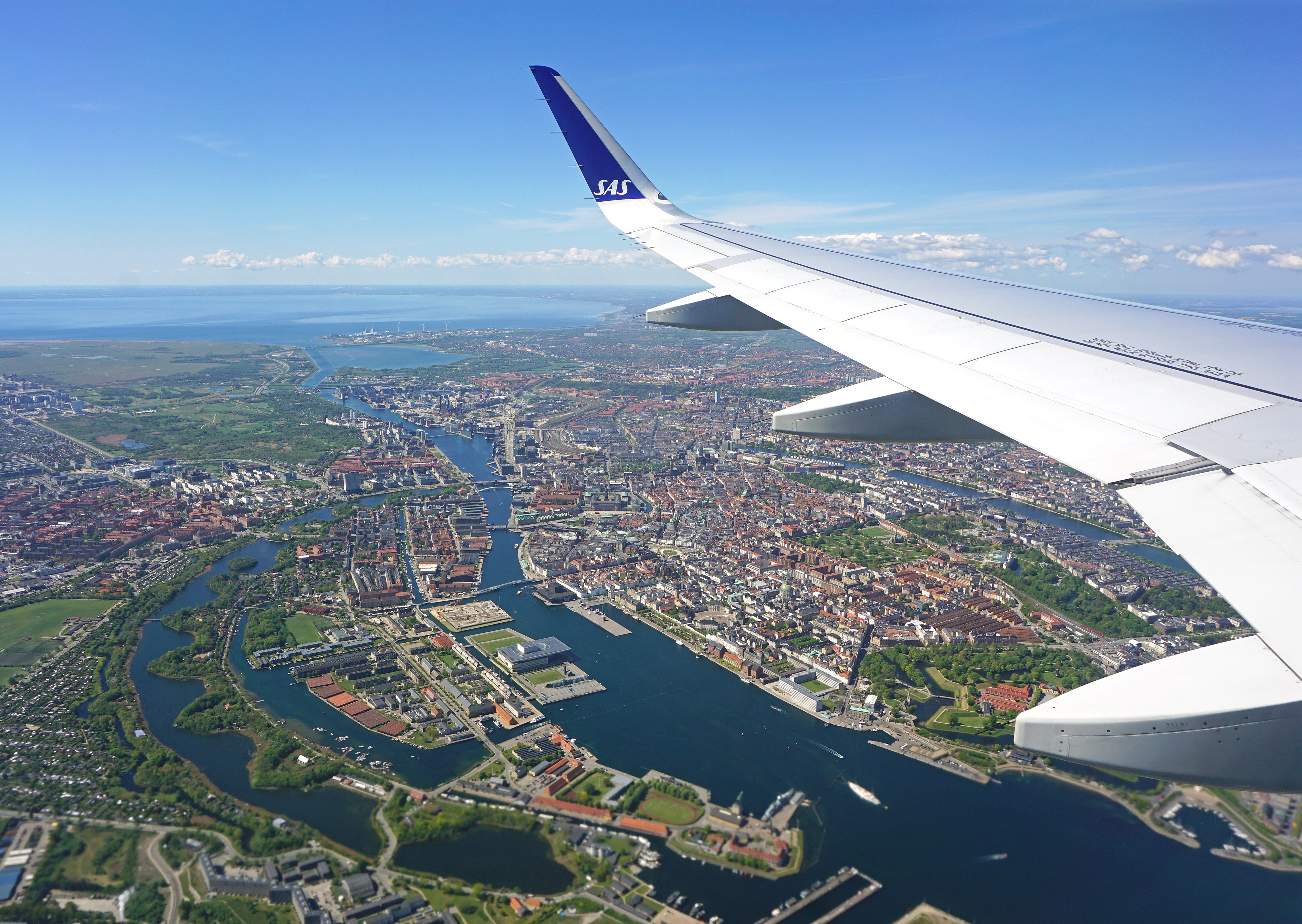
Die Wallanlage von Christianshavn, der am besten erhaltene Teil der Stadtbefestigung.

An der Ecke Vester und Nørre Voldgade steht noch Jarmers Turm, erbaut zu Beginn des 16. Jahrhunderts und das einzige Überbleibsel der Türme der Stadtmauer.
Die Bastionärsbefestigung ist heute noch weitgehend erhalten, in Form einer Reihe von in Parks und Grünanlagen umgestalteten Befestigungsanlagen, die als die Kopenhagener Wallanlagen (dänisch Fæstningsringen) die Kopenhagener Innenstadt in einem großen Bogen umgeben. Die bedeutendsten Überreste der Stadtbefestigung sind das Kastell von Kopenhagen und die Wallanlage von Christianshavn. Überreste der Wallanlage sind auch in Østre Anlæg, im Botanischen Garten, im Ørstedsparken und im Vergnügungspark Tivoli zu sehen.